# Domenica (Chiamamifaro)
Domenica è un singolo della cantautrice italiana Chiamamifaro, pubblicato il 6 novembre 2020 come secondo estratto dal primo EP Macchie.

## Descrizione
Il brano è scritto dalla stessa cantautrice con Alessandro Belotti e Riccardo Zanotti, che ha anche curato la produzione con Giorgio Pesenti, in arte Okgiorgio, e Marco Ravelli.

## Video musicale
Il video musicale, diretto da Matteo Migliaccio e Luca Perin, è stato pubblicato l'11 novembre 2020 attraverso il canale YouTube della cantautrice.

## Tracce
Testi e musiche di Angelica Cristina Gori, Alessandro Belotti e Riccardo Zanotti.
1. Domenica – 3:34